# Gißlingskirche

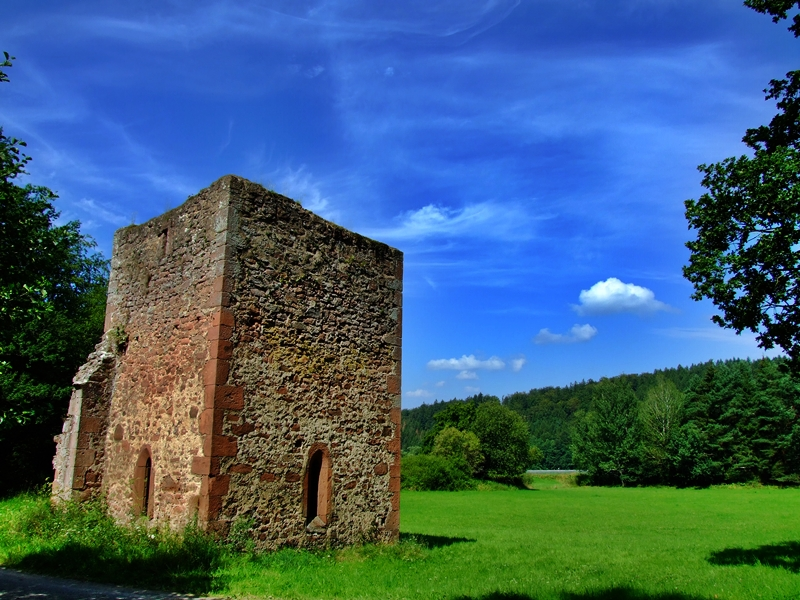
Die Ruine der Gißlingskirche

Die Gißlingskirche ist die Ruine einer Dorfkirche aus dem 14. Jahrhundert in der Wüstung Gosselndorf bei Bad Hersfeld, im Landkreis Hersfeld-Rotenburg in Nordhessen. Der wuchtige Stumpf des Kirchturms steht auf einer Wiese am Waldrand südlich der Autobahn A 4 zwischen Bad Hersfeld und Friedewald. Er ist von der Autobahn gut zu sehen. Eine Hinweistafel an der ostwärts führenden Fahrspur weist auf die Ruine hin.

## Geographische Lage
Die ehemalige Kirche steht etwa 7,7 km ostnordöstlich von Bad Hersfeld und 3,3 km westlich von Friedewald in der Gemarkung von Kathus. Die einstige Siedlung lag westlich des Bergs Hahnebalz auf 297 m ü. NHN Höhe im sogenannten Geusensdorf Graben, dem Tal eines kleinen Bachs, der unweit nördlich der Autobahn in den Breitzbach mündet. Ganz in der Nähe verlief einst die Altstraße durch die kurzen Hessen.

## Geschichte
Gosselndorf wurde 1312 erstmals urkundlich erwähnt, war aber laut dieser Quelle vor nicht langer Zeit noch bewohnt, inzwischen jedoch nicht mehr. Der Missernten verursachende Klimawandel in der Anfangszeit des 14. Jahrhunderts war wohl die Ursache für die Aufgabe des Orts. Noch im selben Jahrhundert wurde der Ort jedoch erneut besiedelt, und im Jahre 1363 wurde die Kirche im Ort geweiht. 1386 erhielt die Kirche vom Bischof von Würzburg das Bestattungsrecht: Johannes Opfinger, OFM, Weihbischof und Generalvikar der Diözese Würzburg, beurkundete am 18. August 1386, dass er die Friedhofskapelle in Gosselndorf geweiht und denjenigen Gläubigen, die sie an den Festtagen der Kirchenpatrone und zu den genannten Heiligentagen aufsuchen, sie umrunden, genannte Gebete sprechen und ihren Unterhalt durch fromme Zuwendungen unterstützen, einen Ablass in Höhe von 40 Tagen und ein Bußjahr erteilt habe.
Wann der Ort verlassen wurde, ist nicht bekannt. Im Forstsalbuch des landgräflich hessischen Amts Friedewald im Jahre 1561 werden nur noch die Trümmer der „Geussendorf Kirch“ erwähnt, und der Ort war wohl bereits seit längerer Zeit verlassen. Das Friedewalder Salbuch von 1579 berichtete, dass beneben der Krumbacher auw underm Sandberge am wasser, die Breizbach genannt, ist gelegen die wustenung Guessendorf lag. Die Kirchenruine wird 1636 Gösslerskirche und auf neueren Karten Giesslingskirche bzw. Gießlingskirche genannt.

## Die Ruine
Von der ehemaligen Kirche steht heute nur noch der zweistöckige Stumpf des Kirchturms, aus Bruchsandsteinen gemauert. Er hat einen nahezu quadratischen Grundriss und war, wie die Reste der Ansatzpunkte der Rippenbögen erkennen lassen, eingewölbt und aus dem nicht mehr vorhandenen Kirchenschiff zugänglich. In der dem Schiff zugewandten Seite befindet sich ebenerdig ein großer Spitzbogen, darüber im Obergeschoss ein kleines Rundbogenfenster. An der der Kirche abgewandten Seite, die im Untergeschoss ein sauber eingefasstes Rundbogenfenster hat, sind beide Ecken glatt mit Buntsandsteinquadern ausgeführt. Die beiden Seitenwände, von denen kurze Mauerreste des einstigen Schiffs abgehen, sind ebenfalls durch je ein Rundbogenfenster im Erdgeschoss durchbrochen; an der Nordseite kommt noch ein sehr kleines rechteckiges Fenster, eher eine Luke, im Obergeschoss hinzu.
Koordinaten: 50° 53′ 4″ N, 9° 48′ 49″ O